# Персональний покупець
«Персональний покупець» (англ. Personal Shopper) — французька саспенс-драма 2016 року, поставлена режисером Олів'є Ассаясом. Світова прем'єра стрічки відбулася 17 травня 2016 року на 69-му Каннському міжнародному кінофестивалі, де фільм змагався за Золоту пальмову гілку в основній конкурсній програмі.

## Сюжет
Молода американка Морін (Крістен Стюарт) живе в Парижі і ненавидить свою роботу персонального покупця для місцевої знаменитості. Вдень вона працює на Кіру, щоб оплачувати своє проживання, а ночами чекає знаків від свого брата-близнюка Льюїса, який помер кілька місяців тому. У Морін є здатність спілкуватися з духами. Незабаром вона починає отримувати листи із погрозами від незнайомця, який стежить за кожним її кроком, і життя Морін кардинально зміняються й усе починає виходити з-під контролю.

## У ролях
| Крістен Стюарт        | ···· | Морін |
| Ларс Айдінгер         | ···· | Інґо  |
| Нора фон Вальдштеттен | ···· |       |
| Андерс Данієлсен Льє  | ···· | Ервін |
| Памела Бетсі Купер    | ···· |       |
| Сігрід Буазі          | ···· |       |
| Девід Боулз           | ···· |       |
| Тай Олвін             | ···· | Гарі  |

## Виробництво
У травні 2015 року було оголошено, що Олів'є Ассаяс буде знімати фільм за власним сценарієм з Крістен Стюарт у головній ролі. Продюсером виступив Шарль Жилібер з CG Cinéma, який працював з Ассаясом на його попередньому фільмі «Зільс-Марія».
Основні зйомки почалися 27 жовтня 2015 року в Парижі та тривали протягом двох тижнів, після чого продовжилися у Празі, Лондоні і Омані.

## Визнання
| Нагороди та номінації фільму «Персональний покупець» | Нагороди та номінації фільму «Персональний покупець» | Нагороди та номінації фільму «Персональний покупець» | Нагороди та номінації фільму «Персональний покупець» | Нагороди та номінації фільму «Персональний покупець» | Нагороди та номінації фільму «Персональний покупець» |
| Рік                                                  | Кінофестиваль/кінопремія                             | Категорія/нагорода                                   | Номінант                                             | Результат                                            | Результат                                            |
| ---------------------------------------------------- | ---------------------------------------------------- | ---------------------------------------------------- | ---------------------------------------------------- | ---------------------------------------------------- | ---------------------------------------------------- |
| 2016                                                 | 69-й Каннський кінофестиваль                         | Золота пальмова гілка                                | Персональний покупець                                | Номінація                                            | [ 2 ] [ 3 ]                                          |
| 2016                                                 | 69-й Каннський кінофестиваль                         | Приз за найкращу режисуру                            | Олів'є Ассаяс                                        | Перемога                                             | [ 6 ]                                                |